# Yun Sung-bin
Yun Sung-bin (Koreaans: 윤성빈) (Jinju, 23 mei 1994) is een Zuid-Koreaans voormalig skeletonracer. Hij vertegenwoordigde zijn vaderland op de Olympische Winterspelen 2014 in Sotsji en op de Olympische Winterspelen 2018 in Pyeongchang.

## Carrière
Yun kwalificeerde zich voor de Olympische Winterspelen in 2014, waar hij als zestiende eindigde. Bij zijn wereldbekerdebuut, op 12 december 2014 in Lake Placid, werd de Koreaan gediskwalificeerd. Een week na zijn debuut stond hij in Calgary voor de eerste maal in zijn carrière op het podium van een wereldbekerwedstrijd.
Hij stopte na de Olympische Spelen in Peking waar hij een 12e plaats behaalde na een tegenvallend seizoen in de wereldbeker. In 2023 nam hij deel aan de realitycompetitieserie Physical: 100, waar hij de top tien haalde. 

## Resultaten

### Olympische Spelen
| Jaar | Plaats      | Resultaat |
| ---- | ----------- | --------- |
| 2014 | Sotsji      | 16e       |
| 2018 | Pyeongchang | Goud      |
| 2022 | Peking      | 12e       |

### Wereldkampioenschappen
| Jaar | Plaats     | Rang            |
| ---- | ---------- | --------------- |
| 2015 | Winterberg | 8e Individueel  |
| 2016 | Igls       | Individueel     |
| 2019 | Whistler   | individueel     |
| 2020 | Altenberg  | 6e individueel  |
| 2021 | Altenberg  | 17e Individueel |

### Wereldbeker
Eindklasseringen
| Seizoen | Divisie              | Niv. | #1     | #2     | #3     | #4     | #5     | #6     | #7     | #8     | Punten | Rang   |
| ------- | -------------------- | ---- | ------ | ------ | ------ | ------ | ------ | ------ | ------ | ------ | ------ | ------ |
| 2012/13 | North American Cup   | III  | 4e     | 5e     | 8e     | 9e     | 12e    | 23e    | 15e    | 23e    | 239    | 9e     |
| 2013/14 | Intercontinental Cup | II   | Zilver | Zilver | Goud   | 6e     | –      | –      | Zilver | Zilver | 648    | 5e     |
| 2013/14 | North American Cup   | III  | –      | –      | –      | Zilver | Brons  | Brons  | 5e     | 6e     | 260    | 4e     |
| 2014/15 | Wereldbeker          | I    | Brons  | 4e     | 9e     | Zilver | 13e    | 10e    | Brons  | DSQ    | 1218   | 6e     |
| 2015/16 | Wereldbeker          | I    | Zilver | Goud   | Brons  | Zilver | Zilver | Brons  | 4e     | 12e    | 1575   | Zilver |
| 2016/17 | Wereldbeker          | I    | Zilver | Brons  | Zilver | Zilver | 5e     | 5e     | Brons  | Goud   | 1623   | Zilver |
| 2017/18 | Wereldbeker          | I    | –      | Goud   | Goud   | Zilver | Goud   | Goud   | Goud   | Zilver | 1545   | Goud   |
| 2018/19 | Wereldbeker          | I    | Goud   | Zilver | Brons  | Goud   | Zilver | Zilver | Brons  | Brons  | 1680   | Zilver |
| 2019/20 | Wereldbeker          | I    | Brons  | 4e     | Zilver | Zilver | Brons  | Goud   | 6e     | 7e     | 1581   | Brons  |
| 2020/21 | Wereldbeker          | I    | 4e     | Zilver | Brons  | –      | –      | –      | –      | –      | 602    | 17e    |
| 2021/22 | Wereldbeker          | I    | 10e    | 6e     | 17e    | 13e    | 9e     | 26e    | 13e    | 6e     | 1012   | 11e    |

Wereldbekerzeges
| Datum            | Plaats       |
| ---------------- | ------------ |
| 5 februari 2016  | Sankt Moritz |
| 3 december 2016  | Whistler     |
| 18 november 2017 | Park City    |
| 25 november 2017 | Whistler     |
| 8 december 2017  | Winterberg   |
| 5 januari 2018   | Altenberg    |
| 12 januari 2018  | Sankt Moritz |
| 25 januari 2019  | Sankt Moritz |
| 24 februari 2019 | Calgary      |
| 5 januari 2020   | Winterberg   |